# KkStB 79
Die kkStB 79 war eine Stütztenderlokomotivreihe der österreichischen k.k. Staatsbahnen kkStB, deren Lokomotiven ursprünglich für die Arlbergbahn beschafft wurden.
Als für die gerade fertiggestellte Arlbergbahn geeignete Lokomotiven gebraucht wurden, griff man die Idee eines Wettbewerbs wie 1851 bei den ersten Semmeringlokomotiven wieder auf.
Es gab eine Ausschreibung, an der sich die Wiener Neustädter Lokomotivfabrik, die Lokomotivfabrik Floridsdorf und Krauss in München beteiligten.
Die Krauss-Lokomotiven wurden als Reihe kkStB 78 eingeordnet,
die Neustädter Maschinen wurden kkStB 76.01–04.
Die beiden Floridsdorfer Maschinen schließlich bildeten die Reihe 79.
Diese 1884/85 gelieferten Lokomotiven mit Klose-Stütztender hatten teils Innen-, teils Außenrahmen und Innensteuerung.
Am Arlberg setzte sich jedoch schließlich die Reihe 73 durch.
Nach dem Ersten Weltkrieg war nur mehr die 79.02 vorhanden, die zur BBÖ kam und 1926 ausgemustert wurde.